# Furgella damarina
Furgella damarina is een insect uit de familie van de mierenleeuwen (Myrmeleontidae), die tot de orde netvleugeligen (Neuroptera) behoort. 
Furgella damarina is voor het eerst wetenschappelijk beschreven door Péringuey in 1910.